# 洛杉矶第一非洲卫理公会教堂
洛杉矶第一非洲卫理公会教堂（First African Methodist Episcopal Church of Los Angeles）是美国加州洛杉矶的一个巨型教会，隶属于非洲卫理公会。它是由非裔美国人在洛杉矶建立的最古老的教会，创建于1872年，现有19,000名信徒。

## 历史
教会成立于1872年，非洲裔美国人房地产企业家和慈善家梅森捐赠了建造教堂的土地。教堂原来位于8th & Towne，在1971年被列为洛杉矶的71号地标，但在1972年7月4日被烧毁，夷为平地。
目前的教堂位于西亚当斯区的杰斐逊公园社区，是由著名的非洲裔美国建筑师保罗·威廉姆斯在1968年设计。